# Bandar bin Sultan

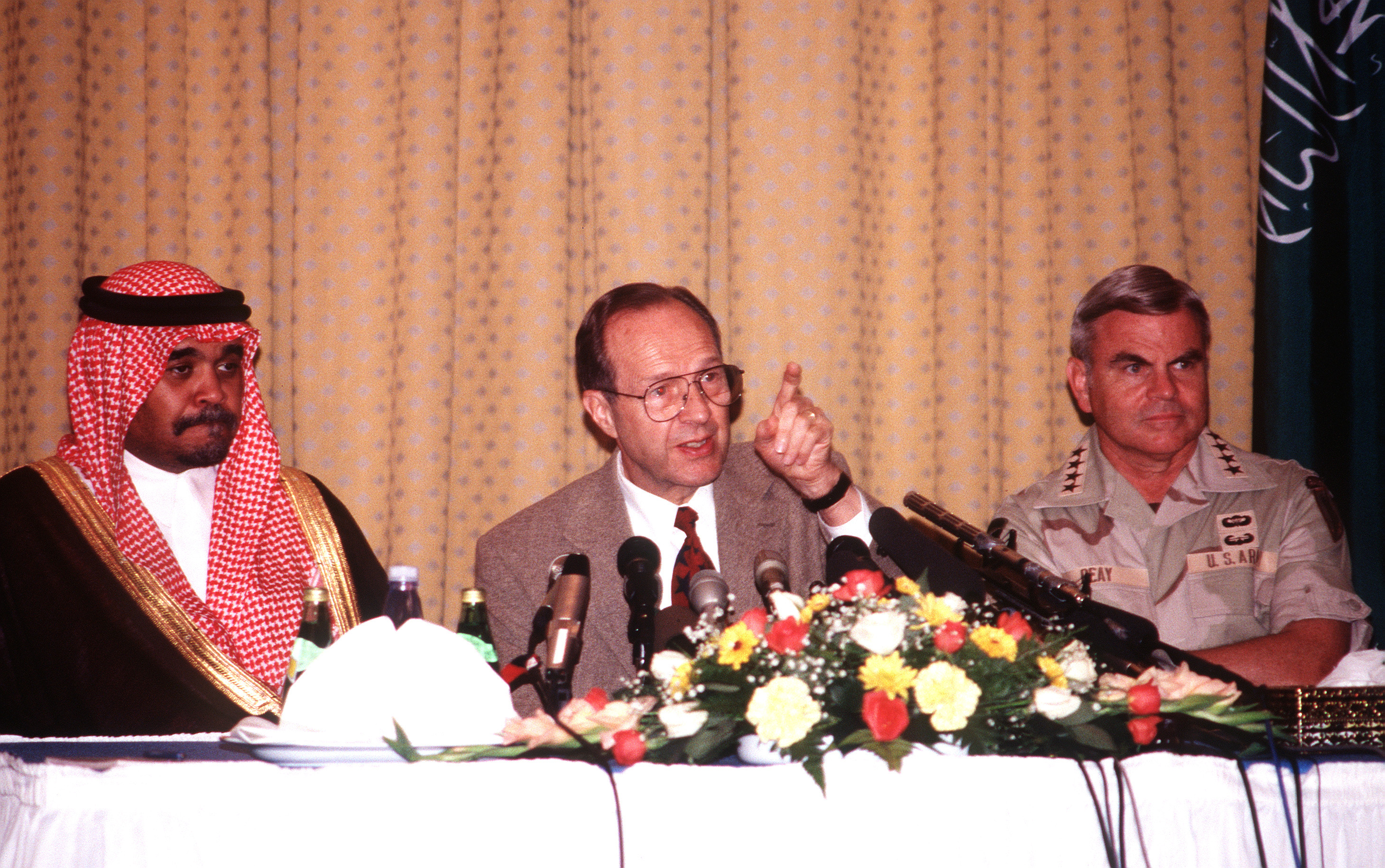
El príncipe Bandar (a la izquierda) con el ex Secretario de Defensa de los Estados Unidos William J. Perry.

Príncipe Bandar bin Sultan bin Abdul Aziz Al Saud, (Taif, 2 de marzo de 1949) es príncipe, político y diplomático saudita, miembro de la Casa de Saud. Fue el embajador saudí a los Estados Unidos entre 1983 y 2005. De 2005 hasta enero de 2015 fue Secretario General del Consejo de Seguridad Nacional de Arabia Saudita, por su tío, el Rey Abdalá Bin Abdelaziz. De 2012 a 2014 fue director general de la agencia saudí de inteligencia (Al Mukhabarat Al A'amah).

## Biografía
El príncipe nació en Taif, Arabia Saudita, y es hijo del Príncipe Sultan, el heredero al tróno de Arabia Saudita.
Durante 17 años fue miembro de las fuerzas aéreas de Arabia Saudita. Después recibió una licenciatura de maestro de la Universidad Johns Hopkins.

## Carrera política
El príncipe Bandar es amigo personal de los ex presidentes estadounidenses George H.W. Bush y George W. Bush y, según el periodista René Naba, su clan familiar constituye «el más proamericano de la configuración saudí». Según el periodista Bob Woodward, Bush consultó a Bandar en 2003 sobre sus planos para la invasión de Irak.
En 2005, después de la muerte del exrey Fahd bin Abd ul-Aziz, Bandar renunció como embajador a los Estados Unidos, por razones de su salud.
Entre el verano de 2012 y principios de 2014, Bin Sultán dirigió los servicios de inteligencia saudíes, cargo desde el que coordinaba la financiación, transporte y abastecimiento en armas y municiones de los muyahidines del bloque islamo-atlantista opuesto al gobierno sirio en la guerra civil iniciada en 2011. Su gestión estuvo marcada por los desencuentros con los responsables políticos estadounidenses y las acusaciones de autoridades de Damasco y libanesas de promocionar el extremismo suní en Siria, hasta verse apartado de dicha gestión en febrero de 2014 y dimitir finalmente en abril.

## Controversias
Bandar participó en el acuerdo de Al Yamamah en 1985, en que el Reino Unido vendió unos 100 aviones de guerra a Arabia Saudita. Según la prensa británica, la empresa de armas británica BAE Systems trasladó pagamentos secretos de casi US$2000 millones en dos cuentas bancarias en Washington pertenecientes a la embajada saudita, de que Bandar sacó dinero para su uso personal.
En julio de 2012, varios medios de prensa como Press TV y la Red Voltaire reportaron la muerte del príncipe Bandar en un atentado, que también habría costado la vida a su lugarteniente en el seno de los servicios secretos de Arabia Saudita. Estos reportes fueron desmentidos posteriormente por el diario Arabs News, y Bin Sultan apareció en público de nuevo en junio de 2014 en el aeropuerto del Cairo, junto al general Sisi, presidente de Egipto.

## Vida personal
Es el padre de Reema bin Bandar al Saud la primera mujer embajadora en Arabia Saudita.